# 卡门·奥提兹
卡门·米拉格洛斯·奥提兹（Carmen Milagros Ortiz，1956年1月5日—），是美国马萨诸塞州地區检察官。2009年，她由总统贝拉克·奥巴马提名担任此职。奥提兹是马萨诸塞地区首位女性同时也是首位拉美裔检察官。她的前任为迈克尔·沙利文，而迈克尔·J·洛克斯在沙利文辞职到奥提兹履新的过渡时期临时任职。
奥提兹在艾德菲大学获得了工商管理学士学位，在乔治华盛顿大学法学院拿到了法律博士学位。奥提兹在米德尔塞克斯县助理地区检察官一职上做了8年，之后成为了一名助理检察官。
2011年，《波士顿环球报》为了表彰其在打击“腐败及白领犯罪”上的卓著成就，将其评为“年度波士顿人”。2012年，在成功起诉了前马萨诸塞州众议院发言人萨尔瓦多·迪马西（Salvatore DiMasi）、前州参议员迪安尼·威克逊、前波士顿市议员查克·特纳后，《波士顿》杂志把她列为波士顿第三权势人物。2012年，奥提兹还成功领导了对塔勒克-莫哈那（Tarek Mehanna）的起诉，并引发一场关于美国宪法第一修正案保护言论自由的讨论。
据报道，奥提兹曾考虑过竞选马萨诸塞州州长一职，但是她本人否认有此想法。
奥提兹同IBM公司理事托马斯·多兰结婚，育有两女；其前夫迈克尔·维多里奥·莫瑞西，死于2000年。

## 对亚伦·斯沃茨的控诉
由于在其领导下发起的对互联网行动主义者、领导人亚伦·斯沃茨从期刊存储系统JSTOR中下载文章的指控，奥提兹成为争议的焦点。奥提兹在其起诉书中，将下载行为等同于偷窃，声称：“无论是用电脑指令，抑或是用撬棍，也无论你是拿走了文档、数据或是金钱，盗窃依然是盗窃。”奥提兹的副手，助理检察官斯科特·L·加兰德和斯蒂芬·P·赫曼恩负责该案的起诉工作。
在2013年1月斯沃茨自杀身亡后，MSNBC记者克里斯·哈耶斯抨击奥提兹，认为其领导的监察部门“对于亚伦的指控有着不顾一切、非同寻常的亢奋”。在为《赫芬顿邮报》撰写的报道中，丹·肯尼迪称亚伦·斯沃茨之死引发“一波对于检察官卡门·奥提兹的反感之情”，有人在白宫网站上发起要求罢免奥提兹的请愿书，该请愿在3天内就已经获得27000个签名，超越了白宫规定的25000个的回复门槛。在斯沃茨自杀后的周一，奥提兹所领导的监察部门放弃了所有对他的指控，并对此案不予置评。2013年白宮拒絕了這項申請。
哈佛大学爱德蒙·萨夫拉基金会伦理学中心主管劳伦斯·莱斯格一篇名为“当检察官成为欺凌者”的博客中写道：“那个人（斯沃茨）在今日离开人世，而将他逼上绝路的行为在一个体面社会中只能称作是欺凌。我懂得什么是错误。我懂得什么是罪罚相称。如果你不懂这两者，那么你不配拥有美国政府授予你的权力”。